# Belfast nemzetközi repülőtér
A Belfast nemzetközi repülőtér (IATA: BFS, ICAO: EGAA) Észak-Írország egyik nemzetközi repülőtere, amely Belfast közelében található. Éves utasforgalma 4 818 214 fő (2022).

## Célállomások
| Légitársaság    | Célállomások |
| --------------- | --- |
| BH Air          | Szezonális: Burgas |
| easyJet         | Alicante, Amszterdam, Birmingham, Bristol, Edinburgh, Faro, Glasgow, Isle of Man, Krakkó, Lanzarote, Liverpool, London–Gatwick, London–Luton, London–Stansted, Málaga, Manchester, Newcastle upon Tyne, Paris–Charles de Gaulle, Velence Szezonális: Barcelona, Bordeaux, Dalaman, Dubrovnik, Fuerteventura, Genf, Ibiza, Jersey, Lyon, Marrakesh, Nice, Palma de Mallorca, Prague, Reykjavík–Keflavík, Salzburg, Split, Valencia |
| Jet2.com        | Alicante, Fuerteventura, Funchal, Gran Canaria, Lanzarote, Tenerife–South Szezonális: Almería, Antalya, Burgas, Korfu, Dalaman, Dubrovnik, Faro, Girona, Heraklion, Ibiza, Izmir , Larnaca, Málaga, Malta, Menorca, Nápoly, Palma de Mallorca, Paphos, Reus, Rhodes, Salzburg, Verona, Zakynthos Szezonális charter: Plovdiv, Szófia                                                                                              |
| Ryanair         | Alicante, Bergamo, Krakkó, London–Stansted, Málaga Szezonális: Berlin–Schönefeld, Faro, Gdańsk, Girona, Malta, Manchester, Varsó–Modlin |
| TUI Airways     | Szezonális: Burgas, Corfu, Dalaman , Enfidha, Kos, Lanzarote, Málaga, Palma de Mallorca, Reus, Rhodes, Tenerife–South |
| Virgin Atlantic | Szezonális: Orlando |
| Wizz Air        | Vilnius |

## Futópályák
A repülőtér futópályái:
- 07/25 (2780 m, 45 m, aszfalt)
- 17/35 (1891 m, 45 m, aszfalt)

## Forgalom
Az utasforgalom az elmúlt években az alábbi módon változott:
| Utasok száma | 504 814 | 981 319 | 1 184 417 | 1 409 908 | 1 860 801 | 2 344 199 | 3 551 103 | 5 222 839 | 4 391 292 | 4 818 214 |
|              | 1961    | 1968    | 1975      | 1981      | 1988      | 1995      | 2002      | 2008      | 2015      | 2022      |